# Bayrischer Schlag
Das Gebiet Bayrischer Schlag ist ein mit Verordnung vom 25. November 1993 durch die Forstdirektion Tübingen ausgewiesener Bannwald (Schutzgebiet-Nummer 100068) im Süden des deutschen Landes Baden-Württemberg.

## Definition
In Baden-Württemberg sind Bannwälder Totalreservate, in denen jegliche Nutzung per Rechtsverordnung verboten ist. In anderen Ländern Deutschlands sind die Totalreservate unter dem Namen Naturwaldreservat, Naturwaldparzelle, Naturwaldzelle oder Naturwald bekannt. Bannwälder dienen der wissenschaftlichen Erforschung natürlicher Abläufe in Wäldern. Durch ihren Reichtum an Struktur und abgestorbenem Holz sind Bannwälder Rückzugsgebiete für viele bedrohte Tier-, Pflanzen- und Pilzarten.

## Lage
Der etwa 64 Hektar große, zum Naturraum Oberschwäbisches Hügelland gehörende Bannwald Bayrischer Schlag liegt im Staatswald Bad Waldsee, etwa je drei Kilometer östlich der Gemeinde Wolpertswende und nördlich der Teilortschaft Mochenwangen im inneren Altdorfer Wald; es beinhaltet die Abteilungen 9 (ganz) und 15 (teilweise) des Distrikts VII „Mochenwanger Wald“ sowie die Abteilungen 25 und 30 des Distriktes VIII „Röschenwald“.

## Schutzzweck
Wesentlicher Schutzzweck ist es, die unbeeinflussten Sukzessionsabläufe der Fichten-Sturmwurfflächen von 1985–1990 und der daran angrenzenden Bereiche mit seinen Tier- und Pflanzenarten sowie die wissenschaftliche Beobachtung der Entwicklung zu gewährleisten. Dies beinhaltet den Schutz der Lebensräume und -gemeinschaften, die sich im Gebiet befinden, sich im Verlauf der eigendynamischen Entwicklung des Waldbestandes innerhalb des Schutzgebietes ändern oder durch die eigendynamische
Entwicklung entstehen.

## Betreuung
Wissenschaftlich betreut wird der Bannwald Bayrischer Schlag durch die Forstliche Versuchs- und Forschungsanstalt Baden-Württemberg (FVA).